# سهره آبی
سهره آبی، سهره آبی‌رنگ یا سهره آبی نوک‌زرد (نام علمی: Rhopospina caerulescens) گونه‌ای از پرندگان کوچک است. اگرچه برای مدت طولانی در تیرهٔ زردپرگان نمادین (Emberizidae) , یا تیرهٔ کاردینالان (Cardinalidae) طبقه‌بندی می‌شد، مطالعات مولکولی اخیر نشان داده است که به آسانی در تبار Thraupini در تیرهٔ فرخندگان (Thraupidae) جای می‌گیرد.
در برزیل و شمال شرقی بولیوی یافت می‌شود که زیستگاه طبیعی آن ساوانای خشک است. به دلیل نابودی زیستگاه در حال نایاب شدن است.